# Luigi Rusca (Politiker)
Luigi Rusca (* 23. Juli 1810 in Locarno; † 2. Februar 1880 ebenda) war ein Schweizer Politiker, Rechtsanwalt, Notar und Tessiner Grossrat und Staatsrat.

## Leben
Luigi wurde als Sohn des Grundbesitzer Carlo Rusca und seiner Frau Costanza Battaglini geboren. Nach seinen Rechtstudien an der Universität Pavia, kehrte er nach Locarno zurück und war als Liberalradikaler erst Gemeindepräsident, dann Tessiner Grossrat, Staatsrat und Nationalrat.
Er war Mitgründer der Società cantonale dei Carabinieri; er gründete die Sparkasse, die 1858 von der Tessiner Kantonalbank übernommen wurde.
Er war Oberst der Schweizer Armee.